# Tim Renwick
Tim Renwick (Cambridge, 7 de agosto de 1949) es un músico inglés.
Es famoso por tocar en las bandas de artistas de la talla de Pink Floyd,  Elton John, Alan Parsons y Roger Waters. Fue miembro de la banda Junior's Eyes, que tocaría junto a David Bowie, Quiver, Mike and the Mechanics y la famosa Sutherland Brothers and Quiver. Colaboró como guitarrista en el tributo a John Lennon en 1990, diez años después de su muerte. Actualmente es segunda guitarra en el grupo de rock progresivo Pink Floyd desde 1988, cuando fue invitado por su antiguo amigo David Gilmour. Su guitarra se puede escuchar en la canción "Poles Apart" del álbum "The Division Bell". De sus canciones más famosas como solista hay que destacar "Members of the Hard School" (de su álbum Tim Renwick de 1980) y "Crazy for You Love" (editado como sencillo para el álbum anterior). La última participación de Tim Renwick fue en el evento a causa de África "Live 8", al ser el segundo guitarrista en el reencuentro de Pink Floyd con Roger Waters.

## Discos en solitario
- Tim Renwick (1980, CBS)

- Datos: Q959791
- Multimedia: Tim Renwick / Q959791